# Bycz (województwo lubuskie)
Bycz – wieś w Polsce położona w województwie lubuskim, w powiecie nowosolskim, w gminie Bytom Odrzański.
W latach 1975–1998 miejscowość administracyjnie należała do województwa zielonogórskiego.

## Nazwa
W księdze łacińskiej Liber fundationis episcopatus Vratislaviensis (pol. Księga uposażeń biskupstwa wrocławskiego) spisanej za czasów biskupa Henryka z Wierzbna w latach 1295–1305 miejscowość wymieniona jest w zlatynizowanej formie Bycza.